# 雷尼區

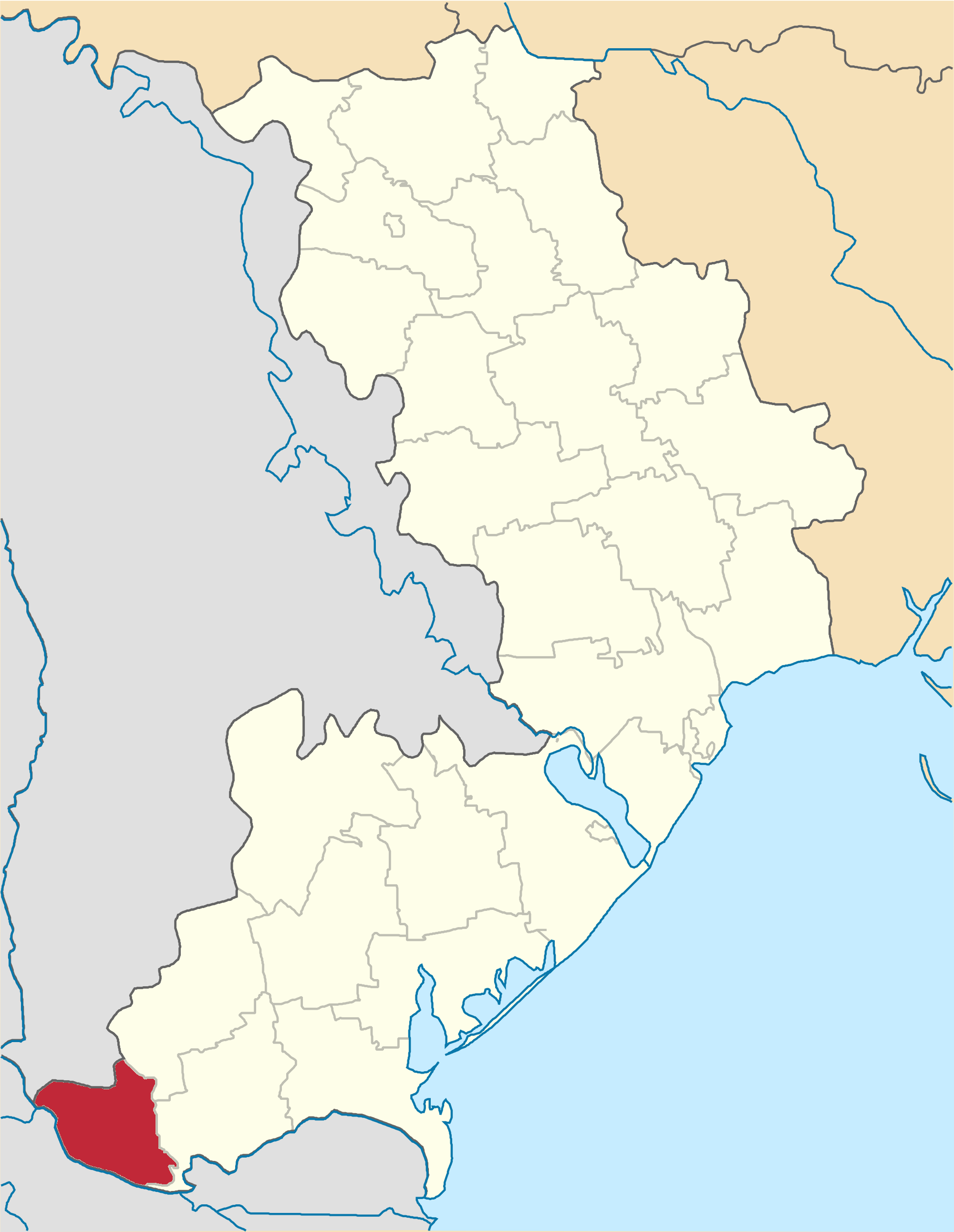
撤销前雷尼區在敖德萨州的位置

雷尼區（烏克蘭語：Ренійський район），又按俄语名译为列尼區，是烏克蘭西南部敖德薩州的一個旧區，行政中心設於雷尼，面積861平方公里，2013年人口37,805，人口密度每平方公里43.91人。
该区在2020年7月18日的乌克兰行政区划改革中被撤销，改革后敖德萨州下分为7个区，雷尼區合并至伊茲梅爾區。